# Manaria (slak)
Manaria is een geslacht van weekdieren uit de klasse van de Gastropoda (slakken).

## Soorten
- Manaria astrolabis Fraussen & Stahlschmidt, 2016
- Manaria atlantica (Fraussen & Hadorn, 2005)
- Manaria borbonica Fraussen & Stahlschmidt, 2016
- Manaria brevicaudata (Schepman, 1911)
- Manaria burkeae Garcia, 2008
- Manaria chinoi Fraussen, 2005
- Manaria circumsonaxa Fraussen & Stahlschmidt, 2016
- Manaria clandestina Bouchet & Warén, 1986
- Manaria corindoni Fraussen & Stahlschmidt, 2016
- Manaria corporosis Fraussen & Stahlschmidt, 2016
- Manaria excalibur Fraussen & Stahlschmidt, 2016
- Manaria explicibilis Fraussen & Stahlschmidt, 2016
- Manaria fluentisona Fraussen & Stahlschmidt, 2016
- Manaria formosa Bouchet & Warén, 1986
- Manaria fusiformis (Clench & Aguayo, 1941)
- Manaria hadorni Fraussen & Stahlschmidt, 2016
- Manaria indomaris Fraussen & Stahlschmidt, 2016
- Manaria jonkeri (Koperberg, 1931)
- Manaria koperbergae Fraussen & Stahlschmidt, 2016 †
- Manaria kuroharai Azuma, 1960
- Manaria lirata Kuroda & Habe, 1961
- Manaria loculosa Fraussen & Stahlschmidt, 2016
- Manaria lozoueti Fraussen & Stahlschmidt, 2016
- Manaria makassarensis Bouchet & Warén, 1986
- Manaria terryni Fraussen & Stahlschmidt, 2016
- Manaria thorybopus (Bouchet & Warén, 1986)
- Manaria thurstoni E. A. Smith, 1906
- Manaria tongaensis Fraussen & Stahlschmidt, 2016
- Manaria tyrotarichoides Fraussen & Stahlschmidt, 2016
- Manaria venemai (Koperberg, 1931) †